# Clifton (Idaho)
Clifton é uma cidade localizada no estado americano de Idaho, no Condado de Franklin.

## Demografia
Segundo o censo americano de 2000, a sua população era de 213 habitantes.
Em 2006, foi estimada uma população de 234, um aumento de 21 (9.9%).

## Geografia
De acordo com o United States Census Bureau tem uma área de
5,8 km², dos quais 5,8 km² cobertos por terra e 0,0 km² cobertos por água. Clifton localiza-se a aproximadamente 1479 m acima do nível do mar.

## Localidades na vizinhança
O diagrama seguinte representa as localidades num raio de 28 km ao redor de Clifton.